# Saimenlax

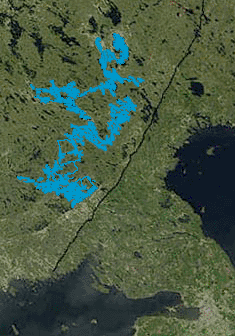
Sjön Saimen, utmärkt på en satellitbild.

Saimenlaxen är en lax som lever i sjön Saimens vattensystem i sydöstra Finland. Den är en istidsrelikt som har levt kvar i dessa insjövattnen sedan de avskiljdes från kontakt med havet. Beståndet är hotat och beroende av odling och utsättning av yngel för att upprätthållas. Saimenlaxen nyttjas för fritidsfiske.
Saimenlaxen har beskrivits vetenskapligt som Salmo salar saimensis av Seppovaara 1962, men har inte allmän acceptans som en egen underart.
Jämfört med atlantlaxen är saimenlaxen mörkare, kraftigare och har en mindre V-formad stjärtfena. Den är också mindre, och når sällan vikt på 10 kg.[källa behövs]
Saimenlaxen är landskapsfisk för Karelen.